# Чемпионат мира по футболу 2022 (отборочный турнир, ОФК)
Отборочный турнир ЧМ 2022 в зоне ОФК был сыгран в марте 2022. Победитель отбора, Новая Зеландия получила право играть в межконтинентальных стыковых матчах с чётвертой командой из зоны КОНКАКАФ.
Сроки старта турнира несколько раз переносились из-за пандемии COVID-19, осенью 2021 года было решено перенести и место проведения отборочного турнира, он прошёл в столице страны—хозяйки ЧМ-2022 по футболу Дохе на двух стадионах.

## Регламент
Групповой раунд: команды разделили на 2 группы, в следующий раунд вышли по 2 команды из группы.
Плей-офф: 4 команды сыграли в плей-офф за путёвку в межконтинентальные стыковые матчи с одной из команд из другой федерации.
Решающие межконтинентальные матчи прошли в июне 2022 года, победитель которых вышел на ЧМ.

## Участники
Функцию отборочного турнира на предыдущих отборочных циклах частично выполнял Кубок наций ОФК, в котором участвуют все 9 членов ОФК, являющиеся членами ФИФА.
Позднее была изменена схема отбора, теперь 8 команд были разделены на 2 группы и сыграли в один круг, матчи состоялись в марте 2022 года.
8 участников отборочного турнира по рейтингу ФИФА
| Участники по рейтингу ФИФА - Новая Зеландия (122) - Соломоновы острова (141) - Новая Каледония (156) - Таити (161) - Фиджи (163) - Вануату (163) - Папуа — Новая Гвинея (165) - Тонга (203) - Острова Кука (без рейтинга) |

 Американское Самоа и  Самоа изначально отказались от участия,  Тонга — уже после жеребьёвки, но до начала турнира, а  Вануату и  Острова Кука снялись с турнира после его начала из-за массовых случаев заболевания COVID-19 в обеих сборных.

## Турнир

### Матч Квалификация
| Команда 1 | Результат | Команда 2    |
| --------- | --------- | ------------ |
| Тонга     | отменен   | Острова Кука |

| Тонга | отменен | Острова Кука |
| ----- | ------- | ------------ |
|       | Отчёт   |              |

### Групповой раунд

#### Группа А
| М | Команда            | И | В | Н | П | Мячи  | ±  | О |
| - | ------------------ | - | - | - | - | ----- | -- | - |
| 1 | Соломоновы Острова | 1 | 1 | 0 | 0 | 3 − 1 | +2 | 3 |
| 2 | Таити              | 1 | 0 | 0 | 1 | 1 − 3 | −2 | 0 |

И — игры, В — выигрыши, Н — ничьи, П — проигрыши, Мячи — забитые и пропущенные голы, ± — разница голов, О — очки

- Примечание :  Вануату и  Острова Кука снялись с турнира[4]. Итоги матча «Соломоновы Острова — Острова Кука» (2:0) аннулированы[5]. В связи со сложившийся ситуацией, в группе А был сыгран единственный матч в между сборными Соломоновых Островов и Таити. Соломоновы Острова выиграл 3:1 и выиграли группу.

| 24 марта 2022        | \| Соломоновы Острова \| 3:1 Отчёт \| Таити \| \| Леаи 20′, 52′, 90+6′ \| Голы \| Тео 26′ \| | Гранд Хамад, Доха Зрителей: 0 Судья: Мэттью Конгер |
| Соломоновы Острова   | 3:1 Отчёт                                                                                    | Таити                                              |
| Леаи 20′, 52′, 90+6′ | Голы                                                                                         | Тео 26′                                            |

#### Группа В
| М | Команда              | И | В | Н | П | Мячи   | ±   | О |
| - | -------------------- | - | - | - | - | ------ | --- | - |
| 1 | Новая Зеландия       | 3 | 3 | 0 | 0 | 12 − 1 | +11 | 9 |
| 2 | Папуа — Новая Гвинея | 3 | 2 | 0 | 1 | 3 − 2  | +1  | 6 |
| 3 | Фиджи                | 3 | 1 | 0 | 2 | 3 − 7  | −4  | 3 |
| 4 | Новая Каледония      | 3 | 0 | 0 | 3 | 3 − 10 | −7  | 0 |

И — игры, В — выигрыши, Н — ничьи, П — проигрыши, Мячи — забитые и пропущенные голы, ± — разница голов, О — очки

1-й тур
| 18 марта 2022        | \| Папуа — Новая Гвинея \| 0 : 1 Отчёт \| Новая Зеландия \| \| \| Голы \| Уэйн 75′ \| | Сухаим ибн Хамад, Доха Зрителей: 0 Судья: Сауд аль-Адба |
| Папуа — Новая Гвинея | 0 : 1 Отчёт                                                                           | Новая Зеландия                                          |
|                      | Голы                                                                                  | Уэйн 75′                                                |

| 18 марта 2022   | \| Новая Каледония \| 1 : 2 Отчёт \| Фиджи \| \| Ветриа 78′ \| Голы \| Налаубу 11′, 89′ \| | Сухаим ибн Хамад, Доха Зрителей: 0 Судья: Мохаммед аль-Шаммари |
| Новая Каледония | 1 : 2 Отчёт                                                                                | Фиджи                                                          |
| Ветриа 78′      | Голы                                                                                       | Налаубу 11′, 89′                                               |

2-й тур
| 21 марта 2022        | \| Папуа — Новая Гвинея \| 1 : 0 Отчёт \| Новая Каледония \| \| Семми 8′ \| Голы \| \| | Сухаим ибн Хамад, Доха Зрителей: 0 Судья: Джоэл Хопкен |
| Папуа — Новая Гвинея | 1 : 0 Отчёт                                                                            | Новая Каледония                                        |
| Семми 8′             | Голы                                                                                   |                                                        |

| 21 марта 2022                                 | \| Новая Зеландия \| 4 : 0 Отчёт \| Фиджи \| \| Вуд 45′, 73′ · Джаст 71′ · Льюис 90+3′ (пен.) \| Голы \| \| | Сухаим ибн Хамад, Доха Зрителей: 0 Судья: Салман Фалахи |
| Новая Зеландия                                | 4 : 0 Отчёт                                                                                                 | Фиджи                                                   |
| Вуд 45′, 73′ · Джаст 71′ · Льюис 90+3′ (пен.) | Голы |                                                         |

3-й тур
| 24 марта 2022                                                                       | \| Новая Зеландия \| 7 : 1 Отчёт \| Новая Каледония \| \| Грив 8′, 45+2′ · Роджерсон 36′ (пен.) · А. Де Йонг 75′ · Туилома 81′ · Вуд 83′, 89′ \| Голы \| Сайко 12′ \| | Сухаим ибн Хамад, Доха Судья: Норбер Оата |
| Новая Зеландия                                                                      | 7 : 1 Отчёт | Новая Каледония                           |
| Грив 8′, 45+2′ · Роджерсон 36′ (пен.) · А. Де Йонг 75′ · Туилома 81′ · Вуд 83′, 89′ | Голы | Сайко 12′                                 |

| 24 марта 2022   | \| Фиджи \| 1 : 2 Отчёт \| Папуа — Новая Гвинея \| \| Варанаивалу 12′ \| Голы \| Кепо 45+2′ · Семми 63′ \| | Гранд Хамад, Доха Судья: Абдульхади аль-Руаиль |
| Фиджи           | 1 : 2 Отчёт                                                                                                | Папуа — Новая Гвинея                           |
| Варанаивалу 12′ | Голы | Кепо 45+2′ · Семми 63′                         |

### Плей-офф

#### Полуфиналы
| 27 марта 2022           | \| Соломоновы Острова \| 3:2 Отчёт \| Папуа — Новая Гвинея \| \| Хоу 33′, 66′ · Леаи 71′ \| Голы \| Комолонг 24′ · Кепо 88′ \| | Гранд Хамад, Доха Зрителей: 0 Судья: Мохаммед Абдулла Мохамед |
| Соломоновы Острова      | 3:2 Отчёт | Папуа — Новая Гвинея                                          |
| Хоу 33′, 66′ · Леаи 71′ | Голы | Комолонг 24′ · Кепо 88′                                       |

| 27 марта 2022  | \| Новая Зеландия \| 1:0 Отчёт \| Таити \| \| Какаче 71′ \| Голы \| \| | Гранд Хамад, Доха Зрителей: 0 Судья: Абдулрахман аль-Джассим |
| Новая Зеландия | 1:0 Отчёт                                                              | Таити                                                        |
| Какаче 71′     | Голы                                                                   |                                                              |

#### Финал
| 30 марта 2022      | \| Соломоновы Острова \| 0:5 Отчёт \| Новая Зеландия \| \| \| Голы \| Туилома 23′, 69′ · Вуд 39′ · Белл 49′ · Гарбетт 90+1′ \| | Гранд Хамад, Доха Зрителей: 0 Судья: Наваф Шукралла   |
| Соломоновы Острова | 0:5 Отчёт | Новая Зеландия                                        |
|                    | Голы | Туилома 23′, 69′ · Вуд 39′ · Белл 49′ · Гарбетт 90+1′ |